# Arrenurus couleensis
Arrenurus couleensis är en kvalsterart som beskrevs av Lavers 1945. Arrenurus couleensis ingår i släktet Arrenurus och familjen Arrenuridae. Inga underarter finns listade i Catalogue of Life.